# Paul Nicholls
Paul Nicholls (Bolton, 12 april 1979), geboren als Gerald Paul Greenhalgh, is een Brits acteur.

## Carrière
Nicholls begon op tienjarige leeftijd met acteren toen hij deelnam aan de Oldham Theatre Workshop, een jeugdtheatergezelschap dat actief is in noordwest Engeland. In 1990 begon hij met acteren voor televisie in de televisieserie Children's Ward, waarna hij nog meerdere rollen speelde in televisieseries en films. Hij is vooral bekend van zijn rol als Joe in de televisieserie EastEnders waar hij in 162 afleveringen speelde (1996-1997). Naast het acteren voor televisie is hij ook actief als acteur in lokale theaters.

## Privéleven
Nicholls is in 2008 getrouwd met zijn jeugdvriendin. Zij scheidden in 2015. In zijn vrije tijd is hij een fervent supporter van Bolton Wanderers FC, skateboarden, kickboksen, basketbal en surfen. Hij werd in 2018 getroffen door een beroerte, wat ertoe leidde dat hij verslaafd raakte.

## Filmografie

### Films
Uitgezonderd korte films.
- 2018 Genesis - als Shane Frost
- 2015 The C Word - als Pete Lynch
- 2013 A Long Way from Home - als Mark
- 2012 Lake Placid: The Final Chapter - als Loflin
- 2012 Life Just Is - als Bobby
- 2008 Faintheart - als Gary
- 2007 Clapham Junction - als Terry
- 2004 Bridget Jones: The Edge of Reason - als Jed
- 2004 Gunpowder, Treason & Plot - als Lord Darnley
- 2004 If Only - als Ian Wyndham
- 2003 The Ride - als Ruben
- 2002 High Speed - als Ruben
- 2001 Goodbye Charlie Bright - als Charlie Bright
- 1999 The Clandestine Marriage - als Richard Lovewell
- 1999 The Trench - als Billy Macfarlane

### Televisieseries
Uitgezonderd eenmalige gastrollen.
- 2023-2024 Phoenix Rise - als Carl - 23 afl.
- 2017-2018 Ackley Bridge - als Steve Bell - 15 afl.
- 2016 In the Club - als Nathan - 4 afl.
- 2011-2013 Law & Order: UK - als rechercheur Sam Casey - 13 afl.
- 2012 The Fear - als Cal Beckett - 4 afl.
- 2012 Holby City - als Simon Marshall - 7 afl.
- 2011 Candy Cabs - als Tony McQueen - 3 afl.
- 2011 Secret Diary of a Call Girl - als Harry Keegan - 3 afl.
- 2008 Harley Street - als dr. Robert Fielding - 6 afl.
- 2008 The Passion - als Judas - 4 afl.
- 2004 A Thing Called Love - als Gary Scant - 6 afl.
- 1998-1999 City Central - als Terry Sydenham - 12 afl.
- 1996-1997 EastEnders - als Joe - 162 afl.
- 1994 Earthfasts - als David - 5 afl.

- Biblioteca Nacional de España: XX5263188
- Bibliothèque nationale de France: cb169823893 (data)
- Gemeinsame Normdatei: 142269336
- International Standard Name Identifier: 0000 0001 1464 4243
- Library of Congress Control Number: nb99151827
- Système universitaire de documentation: 18313480X
- Virtual International Authority File: 166490500
- WorldCat: E39PBJj8QyH4pmQ8DVC8h9wpyd